# Момент (математика)
У математиці моментами функції називають певні кількісні характеристики, пов’язані з формою графіка функції.
Якщо функція описує густину маси, то нульовий момент — це загальна маса, перший момент (нормований на загальну масу) — центр мас, а другий момент — момент інерції.
Якщо функція є ймовірнісним розподілом, то перший момент — це математичне сподівання, другий центральний момент — дисперсія, третій стандартизований момент — асиметрія, а четвертий стандартизований момент — крутість (чи ексцес).
Для розподілу маси або ймовірності на обмеженому інтервалі сукупність усіх моментів (усіх порядків — від 0 до ∞) однозначно визначає розподіл (задача моментів Гаусдорфа). На необмежених інтервалах це вже не завжди так (задача моментів Гамбургера). 

## Теорія ймовірностей
Моментом n-того порядку дискретної випадкової величини {\displaystyle \xi }, яка приймає значення {\displaystyle x_{i}} з ймовірністю {\displaystyle p_{i}}, де {\displaystyle i=1,2,3...}, називається число {\displaystyle M\xi ^{n}=\sum _{i=1}^{\infty }x_{i}^{k}p_{i}}, якщо цей ряд збігається абсолютно, тобто {\displaystyle M|\xi ^{n}|=\sum _{i=1}^{\infty }|x_{i}^{k}|p_{i}<\infty }.
Величина {\displaystyle M|\xi ^{n}|} називається абсолютним моментом випадкової величини {\displaystyle \xi }.
Моментом n-того порядку неперервної випадкової величини {\displaystyle \xi } з густиною {\displaystyle p(x)}, називається число {\displaystyle M\xi ^{n}=\int _{-\infty }^{\infty }x^{k}p(x)dx}, якщо інтеграл збігається абсолютно, тобто {\displaystyle M|\xi ^{n}|=\int _{-\infty }^{\infty }|x^{k}|p(x)dx<\infty }.
Якщо дана випадкова величина {\displaystyle \displaystyle X,} визначена на деякому імовірнісному просторі, то центра́льним моментом (k -го порядку) випадкової величини {\displaystyle \displaystyle X} називається величина
{\displaystyle \mu _{k}=\mathbb {E} \left[(X-\mathbb {E} X)^{k}\right],}
якщо математичне сподівання в правій частині цієї рівності визначене.
Початковим моментом k-го порядку називається величина:
{\displaystyle \nu _{k}=\mathbb {E} \left[X^{k}\right],}
якщо математичне сподівання в правій частині цієї рівності визначене.
{\displaystyle \displaystyle k}-им факторіальним моментом випадкової величини {\displaystyle \displaystyle X} називається величина
{\displaystyle \mu _{k}=\mathbb {E} \left[X(X-1)...(X-k+1)\right],}
якщо математичне сподівання в правій частині цієї рівності визначене.

### Зауваження
Враховуючи лінійність математичного сподівання центральні моменти можна виразити через початкові, і навпаки. Наприклад:
{\displaystyle \displaystyle \mu _{1}=0,}
{\displaystyle \displaystyle \mu _{2}=\nu _{2}-\nu _{1}^{2},}
{\displaystyle \displaystyle \mu _{3}=\nu _{3}-3\nu _{1}\nu _{2}+2\nu _{1}^{3},}
{\displaystyle \displaystyle \mu _{4}=\nu _{4}-4\nu _{1}\nu _{3}+6\nu _{1}^{2}\nu _{2}-3\nu _{1}^{4},}
{\displaystyle \mu _{k}=\sum \limits _{s=0}^{k}{(-1)^{s}C_{k}^{s}v_{k-s}v_{1}^{s}}}
Якщо визначені моменти {\displaystyle \displaystyle k}-го порядку, то визначені і всі моменти нижчих порядків {\displaystyle 1\leqslant k'<k.}.

## Геометрична інтерпретація деяких моментів
- {\displaystyle \displaystyle \nu _{1}} дорівнює математичному сподіванню випадкової величини і показує відносне розташування розподілу на числовій прямій.
- {\displaystyle \displaystyle \mu _{2}} дорівнює дисперсії розподілу випадкової величини {\displaystyle \displaystyle (\mu _{2}=\sigma ^{2})} і показує розсіяння (розкид) довкола середнього значення.
- {\displaystyle \displaystyle \mu _{3}}, будучи відповідним чином нормалізований є числовою характеристикою симетрії розподілу. Точніше, вираз

{\displaystyle \gamma _{1}={\frac {\mu _{3}}{\sigma ^{3}}}}
називається коефіцієнтом асиметрії.
- {\displaystyle \displaystyle \mu _{4}} контролює, наскільки яскраво виражена верхівка розподілу в околі математичного сподівання. Величина

{\displaystyle \gamma _{2}={\frac {\mu _{4}}{\sigma ^{4}}}-3}
називається коефіцієнтом ексцесу розподілу в.в. {\displaystyle \displaystyle X.}

## Обчислення моментів
- Моменти можна обчислити безпосередньо шляхом інтегрування відповідної функції випадкової величини. Зокрема, для абсолютно неперервного розподілу із щільністю{\displaystyle \displaystyle f(x),} маємо:

{\displaystyle \nu _{k}=\int \limits _{-\infty }^{\infty }x^{k}\,f(x)\,dx,}
якщо
{\displaystyle \nu _{k}=\int \limits _{-\infty }^{\infty }|x|^{k}\,f(x)\,dx<{+\infty }},
а для дискретних розподілів із функцією ймовірностей {\displaystyle \displaystyle p(x)}:
{\displaystyle \nu _{k}=\sum \limits _{x}x^{k}\,p(x),}
якщо {\displaystyle \nu _{k}=\sum \limits _{x}|x|^{k}\,p(x)<{+\infty }.}
- Також початкові моменти випадкової величини можна обчислити використовуючи її характеристичну функцію {\displaystyle \displaystyle \varphi (t)}:

{\displaystyle \nu _{k}=\left.-i^{k}{\frac {d^{k}}{dt^{k}}}\varphi (t)\right\vert _{t=0}.}
- Якщо розподіл такий, що для нього в деякому околі нуля визначена твірна функція моментів, {\displaystyle \displaystyle M_{X}(t),}, то початкові моменти можна обчислити використовуючи наступну формулу:

{\displaystyle \nu _{k}=\left.{\frac {d^{k}}{dt^{k}}}M_{X}(t)\right\vert _{t=0}.}
Можна також розглядати моменти в.в. для значень {\displaystyle k}, що не є цілими числами. Такий момент, момент, що розглядується як функція від дісного аргументу {\displaystyle k}, називається перетворення Мелліна.
Можна розглянути моменти багатовимірної випадкової величини. Тоді перший момент буде вектором тієї ж розмірності, другий — тензором другого порядку (див. матриця коваріації) над простором тієї ж розмірності (хоча можна розглянути і слід цієї матриці, що дає скалярне узагальнення дисперсії). Ітд.